# Vatoa
Vatoa ist eine Insel im äußersten Südosten der zu Fidschi gehörenden Lau-Inseln. Die Insel ist rund 4 km lang, bis zu 1,5 km breit und stellt die zentrale, bis 67 m hohe Insel des gleichnamigen Atolls dar. Vatoa hat rund 300 Bewohner und stellt somit nach Ono-i-Lau die zweitsüdlichste, bewohnte Landmasse Fidschis dar. Die gesamte Insel besteht aus Kalkstein des Miozäns. Nur wenige Kilometer südwestlich befindet sich das ringförmige Korallenriff Vuata Vatoa.
Vatoa ist die einzige Insel Fidschis, die jemals von James Cook angefahren wurde. Als Cook das Eiland am zweiten Juli 1774 entdeckte, wurde er von einigen Einheimischen empfangen, mit denen er Waren tauschte. Da Cook einige Schildkröten auf einem Riff in der Nähe des Eilands sah, verzeichnete er Vatoa in seinen Seekarten als Schildkröten-Insel.
Die Insel hat für diese Region der Südsee, durch das häufige Auftreten von Passat-Winden, relativ kaltes Wetter.
Am höchsten Punkt von Vatoa finden sich Überreste alter Befestigungsanlagen. 